# Aldo Giordano
Aldo Giordano (Cúneo,  Italia; 20 de agosto de 1954-Lovaina, Bélgica; 2 de diciembre de 2021) fue un sacerdote, arzobispo y diplomático católico italiano. Fue Nuncio Apostólico ante la Unión Europea, desde el 8 de mayo hasta su fallecimiento el 2 de diciembre de 2021. Fue Observador Permanente de la Santa Sede para el Consejo de Europa en Estrasburgo, entre 2008 a 2013, y Nuncio Apostólico en Venezuela, entre 2013 a 2021.

## Biografía

### Primeros años y formación
Aldo nació el 20 de agosto de 1954, en Cuneo, Piamonte, Italia.
Asistió el último año de la escuela primaria y la escuela media y secundaria en el Seminario de Cuneo (1965-1973). 
Completó sus estudios en Filosofía y Teología y obtuvo una licenciatura en 1978. 
Tras estudiar filosofía en Roma, en la Pontificia Universidad Gregoriana (1978-1982), obtuvo una licencia (LPH) en 1980 y un doctorado sobre el pensamiento de Nietzsche en 1982.

### Sacerdocio
Su ordenación sacerdotal fue el 28 de julio de 1979, incardinándose en la diócesis de Cuneo.
Durante su tiempo de estudios en Roma, fue vicario parroquial del Santísimo Sacramento sulla Prenestina.
De 1982 a 1996 fue profesor de filosofía en la Escuela in Fossano Interdiocesano (Cuneo). A nivel diocesano enseñó la Historia de la filosofía en el seminario de la escuela secundaria, impartió cursos sobre la ética en la escuela de teología para laicos, trabajó como vicario en la parroquia de S. Pío X en Cuneo y colaboró con la pastoral diocesana en diversas áreas: política, economía, medicina y cultura.
El 15 de mayo de 1995 fue elegido secretario general del Consejo de las Conferencias Episcopales de Europa y fue trasladado a St. Gallen. Sirvió en este cargo durante trece años. 
En 2002 fue nombrado Capellán de Su Santidad y en 2006, Prelado de Honor de Su Santidad.
El 7 de julio de 2008 fue nombrado Observador Permanente de la Santa Sede ante el Consejo de Europa en Estrasburgo. En septiembre de 2013 publicó el libro: Otra Europa es posible, los cristianos y las perspectivas para el Viejo Continente Ideal.

## Episcopado

### Nuncio Apostólico en Venezuela
El 26 de octubre de 2013, el papa Francisco lo nombró Arzobispo Titular de Tamada y Nuncio Apostólico en Venezuela. Fue consagrado el 13 de diciembre del mismo año, en el Palacio de San Rocco Castagnaretta de Cúneo, a manos del arzobispo Pietro Parolin.
Fue delegado por la Santa Sede para presidir la ceremonia de beatificación del  médico y filántropo José Gregorio Hernández Cisneros, la cual se realizó el 30 de abril de 2021.

### Nuncio ante la Unión Europea
El 8 de mayo de 2021, fue nombrado Nuncio Apostólico ante la Unión Europea.

#### Fallecimiento
Después de partir de Venezuela, contrajo el Covid-19 por lo cual fue necesaria su hospitalización hasta que el 2 de diciembre de 2021 falleció a causa del virus.